# Биостатистика
Биостатистиката е приложение на статистиката в множество области на биологията.
Науката биостатистика се припокрива с идеята на биологичните експерименти, особено в медицината, фармацията, селското стопанство, тези данни са необходими за анализа на резултатите от експериментите, тяхната интерпретация. Областта особено има приложение в медицината и здравеопазването.
Подобласти:
- Статистическа и популационна генетика
- Вариации в гено и фенотипа
- Анализ на геномните данни
- Екология и екологично научно прогнозиране
- Секвентивен анализ в биоинформатиката на ДНК, РНК и пептидни секвенции

## Публикации
- Георги К. Ранчов, Кратък курс по биостатистика, 2004